# Klara Swantesson
Klara Swantesson, född 30 september 1980, är en svensk animatör.
Swantesson utbildade sig 2001-2001 vid The European Film College i Ebeltoft, 2001-2003 i Animation and Experimentalfilm i Visby och 2004-2007 vid The Graphic Arts Institute of Denmark i Köpenhamn. Hon debuterade 2003 med Avdelning Prästkragen, vilken var hennes examensfilm från Visby. Den belönades med Föreningen för animerad films studentpris och silverpriset i tävlingen Kolla! 2004. 2003 utkom även filmen Swing, vilken nominerades till priset för bästa kortfilm vid Cosmic Zoom Film Festival i Danmark. Hennes tredje film, Tillväxtsjukan, nominerades till en Guldbagge 2007 i kategorin Bästa kortfilm.

## Filmografi
- 2003 – Avdelning Prästkragen
- 2003 – Swing
- 2006 – Tillväxtsjukan
- 2009 – The Sleepy Revolution